# سوزان تود
سوزان تود (بالإنجليزية: Suzanne Todd)‏ هي منتجة أفلام أمريكية، ولدت في 1 يونيو 1965 في شيرمان أوكس في الولايات المتحدة.

## وصلات خارجية
- سوزان تود على موقع IMDb (الإنجليزية)
- سوزان تود على موقع قاعدة بيانات الفيلم (الإنجليزية)